# زیرکلاک‌زنی
زیرکلاک‌زنی یا کاهش‌کلاک که با زیرساعته‌کردن نیز شناخته می‌شود عبارت است از دستکاری تنظیمات زمانبندی مدارات الکترونیکی یا رایانهٔ به نحوی که با نرخ ساعت پایین‌تری نسبت به آنچه که برایشان تعریف شده کار کنند. زیرکلاک‌زنی برای پایین آوردن مصرف توان رایانه، افزایش میزان عمر باتری و کاهش تولید حرارت استفاده می‌شود و همچنین ممکن است سازگاری و پایداری سیستم را نیز افزایش دهد. زیرکلاک‌زنی ممکن است توسط کارخانه پیاده‌سازی گردد، اما اکثر رایانه‌ها و قطعات می‌توانند به وسیله کاربر نهایی زیرکلاک شوند.

## انواع زیرکلاک‌زنی

### زیرکلاک‌زنی پردازنده
برای ریزپردازنده‌ها عموماً هدف کاهش نیاز به ابزارهای پخش حرارت یا کاهش مصرف توان الکتریکی می‌باشد. این موضوع می‌تواند منجر به افزایش پایداری سیستم در محیط‌های پرحرارت گردد یا اجازه دهد که سیستم با جریان هوای پایین‌تر (و در نتیجه آهسته‌تر بودن) فن خنک‌کننده یا بدون هیچ‌یک از آن‌ها کار کند. به عنوان مثال، یک پردازنده پنتیوم ۴ با سرعت اسمی ۲٫۴ گیگاهرتز را می‌توان به ۱٫۸ گیگاهرتز زیرکلاک‌زنی داد و پس از آن با خیال راحت با سرعت فن پایین کار کرد. این ثبات به بهای کم کردن (هزینه کردن از) کارایی سیستم حاصل می‌شود. با این حال، نسبت کاهش کارایی معمولاً کمتر از نسبت کاهش سرعت ساعت است زیرا کارایی اغلب توسط دیگر تنگناها محدود می‌شود: هارد دیسک، جی‌پی‌یو، کنترل‌کننده دیسک، اینترنت، شبکه، و غیره. زیرکلاک‌زنی به ایجاد تغییرات در زمانبندی ساعت یک مدار هم‌زمان به منظور کاهش انرژی مورد نیاز دستگاه اشاره دارد. زیرکلاک‌زنی عمدی شامل محدود کردن سرعت یک پردازنده است، که ممکن است در سرعت عملیات تأثیر بگذارد، اما امکان اینکه دستگاهی را به طرز محسوسی کم توان سازد، بستگی به دیگر سخت‌افزارها و کاربرد مورد نظر دارد.
بسیاری از رایانه‌ها و دیگر تجهیزات اجازه زیرکلاک‌زنی را می‌دهند. تولیدکنندگان گزینه‌های مربوط به زیرکلاک‌زنی را به دلایل بسیاری اضافه می‌کنند. زیرکلاک‌زنی می‌تواند در مسئله ایجاد گرمایش بیش از حد کارگشا باشد، چرا که کارایی پایین، حرارت آنچنانی در داخل دستگاه تولید نمی‌کند. همچنین می‌تواند مقدار انرژی مورد نیاز برای اجرای دستگاه را کاهش دهد. رایانه لپ تاپ و سایر دستگاه‌های نیازمند باتری اغلب تنظیمات زیرکلاک‌زنی را دارا هستند، به‌طوری‌که باتری می‌تواند بدون دریافت شارژ مدت زمان طولانی تری دوام بیاورد.
علاوه بر ارائه ویژگی‌های زیرکلاک‌زنی، تولیدکنندگان می‌توانند قابلیت یک دستگاه را به منظور کارآمد تر کردن آن محدود کنند. نمونه رایانه با تعداد دستورات کم شده (RISC) می‌تواند به سازندگان در ساخت دستگاه‌هایی که با انرژی کمتری کار می‌کنند کمک کند.

### زیرکلاک‌زنی کارت‌های گرافیکی
زیرکلاک‌زنی همچنین می‌تواند روی جی‌پی‌یو پردازنده کارت گرافیک معمولاً با هدف کاهش تولید گرما انجام شود. به عنوان مثال، می‌توان یک جی‌پی‌یو را برای کار با نرخ ساعت پایین‌تر در هنگام انجام کارهای روزمره (به عنوان مثال مرور اینترنت و پردازش کلمه) تنظیم نمود، که اجازه می‌دهد کارت در دمای پایینتر و در نتیجه سرعت‌های پایین‌تر و آرام‌تر فن کار کند. پردازنده‌های گرافیکی پس از آن می‌توانند برای اجرای برنامه‌های کاربردی با گرافیکی تر بالاتر مانند بازی‌ها اورکلاک شوند. زیرکلاک‌زنی کارایی یک جی‌پی‌یو را کاهش دهد، اما این کاهش احتمالاً به جز در برنامه‌های با نیاز گرافیکی بالا قابل ملاحظه نخواهد بود.

### زیرکلاک‌زنی حافظه
کلاک حافظه جدیدتر و سریعتر را می‌توان برای هماهنگ شدن با سیستم‌های قدیمی تر به عنوان روشی ارزان در جایگزینی حافظه‌های کمیاب یا توقف تولید شده کاهش داد. در صورتی‌که مشکلات پایداری در تنظیمات بالاتر بروز کند، این مسئله الزامی نیز می‌گردد بخصوص در یک رایانه شخصی با چندین ماژول حافظه با سرعت‌های کلاک مختلف. اگر کلاک پردازنده یک رایانه شخصی را کاهش دهید و عامل ساعت یا ضریب (نرخ بین سرعت ساعت پردازنده و حافظه) را تغییر ندهید در اینصورت کلاک حافظه نیز کاسته خواهد شد.

## چه‌زمانی استفاده‌می‌شود
مقیاس‌بندی پویای بسامد (زیرکلاک‌زنی خودکار) امری بسیار معمول در رایانه‌های لپ‌تاپ هست که برای رایانه‌های رومیزی نیز به خوبی معمول گردیده‌است. در لپ‌تاپ‌ها معمولاً زمانی که سیستم از باتری استفاده می‌کند کلاک پردازنده به صورت خودکار کاهش داده می‌شود. بسیاری از پردازنده‌های نوت بوک و رومیزی (که از الگوهای حفظ انرژی مانند ای‌ام‌دی Cool'n'Quiet و PowerNow! بهره می‌برند) هنگام پایین بودن بار پردازشی در صورتی‌که بایوس و سیستم عامل پشتیبانی کنند کلاک خود را به صورت خودکار کاهش می‌دهند. اینتل همچنین از این روش در پردازنده‌های متنوعی تحت عنوان ابزار اسپیداستپ استفاده کرده‌است. اسپیداستپ اولین بار در تراشه‌هایی مانند اینتل کور و مدل‌های انتخابی پنتیوم ظاهر شد بعدها به استانداردی در مدل‌های متوسط به بالای Core i3, i5 , i7 تبدیل شد.
بعضی پردازنده‌ها به عنوان یک معیار دفاعی به صورت خودکار کلاک‌شان را کاهش می‌دهند، برای جلوگیری از داغ شدن بیش از حدی که ممکن است به خرابی دائمی منجر گردد. وقتی پردازنده به سطح دمایی که برای عملیات ایمن بسیار بالا تلقی می‌گردد برسد مدار کنترل دمایی فعال شده به صورت خودکار ولتاژ هسته پردازنده و ساعت رسیدن به دمای امن پایین می‌آید. در محیط‌های کاملاً خنک این مکانیسم به ندرت ممکن است اتفاق بیفتد (اگر چنین حالتی پیش بیاید).
مشابه اورکلاک‌کردن روش‌های متنوعی برای زیرکلاک‌زنی وجود دارد با این تفاوت که در اینجا در عوض بالاترین کردن نرخ ساعت - هدف داشتن رایانهٔ با پایین‌ترین نرخ ساعت می‌باشد.

## مزایا
مصرف انرژی الکتریکی کم شده، مخصوصاً زمانی که با زیرولتاژکردن ترکیب گردد (به عنوان مثال پایین آوردن ولتاژ قطعه به کمتر از مقدار اسمی). مثلاً با زیرکلاک‌زنی یک پردازنده Athlon XP+ 1700 از ۱۴۶۶ به ۱۰۰۰ مگاهرتز و کم کردن ولتاژ هسته از ۱٫۷۵ به ۱٫۱۵ ولت، کاربر رایانه توانست مصرف توان را از ۶۴ به ۲۱٫۶ وات کاهش دهد یعنی ۶۶٪ کاهش مصرف توان فقط با ۲۶٪ کارایی کمتر. همین مسئله برای پردازنده‌های جدیدتر نیز صادق است: وقتی یک پردازنده تک هسته‌ای اینتل ۲۰٪ زیرکلاک‌زنی داده می‌شود کارایی فقط ۱۳٪ و مصرف توان ۴۹٪ پایین می‌آید.
در حالت کلی توان مصرف شده توسط پردازنده با ظرفیت خازنی C و فرکانس کاری f و ولتاژ V حدوداً معادل می‌باشد.
{\displaystyle P=CV^{2}f}
- کاهش تولید حرارت که در حقیقت بخشی از توان مصرفی می‌باشد.
- کاهش نویز زیرا ممکن است سرعت کار فن‌های خنک‌کننده پایین بیاید یا حتی حذف گردد.
- بهره‌وری فن‌های خنک‌کننده تابعی است از سرعت چرخش آن اما هرچه سرعت آن بیشتر گردد منجر به تولید نویز می‌گردد.
- طول عمر طولانی سخت‌افزار
- پایداری بیشتر
- افزایش طول عمر باتری
- سازگاری بهتر با برنامه‌های قدیمی کارایی مناسب بازی‌های رایانهٔ قدیمی که به زمانبندی پردازنده وابسته بودند.

## در عمل

### لینوکس
هسته لینوکس از مدولاسیون فرکانس پردازنده پشتیبانی می‌کند. در پردازنده‌های پشتیبانی شده، دستور cpufreq برای به دست آوردن این ویژگی یک سطح کنترل متغیر نرخ ساعت پردازنده به مدیر سیستم ارائه می‌کند. هسته به صورت پیش‌فرض شامل ۵ بخش می‌باشد: محافظه کار، انتظار تقاضا، کارایی، ذخیره انرژی و فضای کاربری. بخش‌های محافظه کار و انتظار تقاضا نرخ ساعت را بر مبنای فشار کاری پردازنده تنظیم می‌کنند اما هر کدام با الگوریتمی متفاوت. بخش انتظار تقاضا هنگام ترافیک کاری پردازنده به بالاترین فرکانس جهش نموده و سپس در زمان بیکاری پردازنده مرحله به مرحله فرکانس را کم می‌کند در حالیکه بخش محافظه کار هنگام ترافیک پردازنده فرکانس را مرحله به مرحله زیاد می‌کند و سپس هنگام بیکاری پردازنده به کمترین فرکانس جهش می‌کند. بخش‌های کارایی، حفظ انرژی و فضای کاربری نرخ ساعت را به صورت ایستا تنظیم می‌کنند: کارایی به بیشترین مقدار ممکن، حفظ انرژی به کمترین مقدار ممکن، و فضای کاربری به فرکانس تعیین و کنترل شده توسط کاربر.

### ویندوز
زیرساعته کردن می‌تواند به وسیله بایوس یا برنامه‌های ویندوز یا به صورت پویا با ابزارهایی مانند اسپیداستپ شرکت اینتل یا Cool'n'Quiet شرکت ای‌ام‌دی صورت گیرد.

### ایسوس ئی‌ئی‌ئی پی‌سی
برخی نسخه‌های ایسوس ئی‌ئی‌ئی پی‌سی از پردازنده ۹۰۰ مگاهرتزی سلرون-ام اینتل در حالت زیرکلاک‌زنی یافته ۶۳۰ مگاهرتزی استفاده می‌کنند.

### مک‌اواس
زیرکلاک‌زنی می‌تواند در EFI انجام گیرد.

### تلفنهای هوشمند و دستیاران شخصی
بسیاری از تلفن‌های هوشمند و دستیاران دیجیتال شخصی مانند Motorola Droid, Palm Pre و آیفون اپل زیرکلاک‌زنی یک پردازنده خیلی قدرتمند را به استفاده تمام کلاک از یک پردازنده ضعیف‌تر ترجیح می‌دهند، برای افزایش عمر باتری. طراحان چنین وسایل قابل حمل عموماً به این نتیجه می‌رسند که پردازنده‌های ضعیف تر طول عمر پایین‌تر باتری را در مقایسه با یک پردازنده قویتری که با نرخ ساعت پایینتر در حال کار است به همراه دارند. آن‌ها پردازنده را در مبنای واحد کارایی بر وات پردازنده  انتخاب می‌کنند.

### کارایی
کارایی یک ماشین زیرکلاک‌زنی یافته اغلب بهتر از چیزی است که انتظار می‌رود. در استفاده‌های معمول رومیزی تمام انرژی پردازنده به ندرت لازم می‌گردد. حتی وقتی سیستم مشغول است مدت زمان قابل توجهی عموماً صرف انتظار داده از حافظه دیسک یا سایر قطعات می‌گردد. چنین قطعاتی با پردازنده از طریق یک گذرگاه که دارای پهنای باند خیلی پایینی می‌باشد در ارتباط هستند. عموماً ضریب پردازنده پایینتر (و بنابراین نرخ ساعت پردازنده پایینتر) موجب نزدیکتر شدن کارایی آن به کارایی گذرگاه شده و زمان کمتری را انتظار خواهد کشید.